# Gradki
Gradki (niem. Gradtken) – wieś w Polsce położona w województwie warmińsko-mazurskim, w powiecie olsztyńskim, w gminie Dywity. W latach 1975–1998 miejscowość administracyjnie należała do województwa olsztyńskiego.
Wieś warmińska, położona w pagórkowatym krajobrazie pojeziernym, pośród pół uprawnych oraz łąk z licznymi śródpolnymi zadrzewieniami i zadrzewieniami przydrożnymi, między Nowymi Włokami a Frączkami przy drodze z Tuławek do Dobrego Miasta. We wsi znajduje się staw, boisko piłkarskie i jeden sklep, W zadrzewieniach śródpolnych występują: brzoza brodawkowata, lipa drobnolistna, lipa szerokolistna, dąb szypułkowy, grab pospolity, świerk pospolity, modrzew europejski, a także krzewy głóg jednoszyjkowy, kalina koralowa, bez czarny, jarząb pospolity.
W zabudowie występują dwa typy zagród. W pierwszym dom stoi równolegle do drogi, a wejście do budynku mieszkalnego znajduje się od strony drogi. Budynki gospodarcze rozlokowane są w różnych miejscach wzdłuż granicy działki. Tylko w niewielu gospodarstwach znajduje się ogród z sadem. W małych ogródkach przeważają: wiśnia pospolita oraz jabłoń domowa). Ogródek znajduje się przed domem, sad natomiast zlokalizowany jest wzdłuż bocznych granic zagrody. W architekturze przeważają budynki murowane, otynkowane, jednokondygnacyjne, proste w budowie, z użytkowym poddaszem. Wejścia znajdują się pośrodku frontowej elewacji. Dach pokryte są zazwyczaj dachówką ceramiczną. Obecne są także budynki nowsze, nie nawiązujące do stylu regionalnego (warmińskiego).

## Historia
Nazwa wsi wywodzi się najprawdopodobniej od pruskiego słowa grauda, oznaczającego las liściasty. W dokumentach nazwę wsi zapisywano jako villa Grawden (1366), Grawdekayme wel Grunenberg (1376), Grauden (1422), Grotken (1656), Gradken (1755), Gratki (1881).
Dawniej Gradki stanowiły własność ziemską. W dokumentach lustracyjnych z 1656 r. zapisano "wieś biskupia w powiecie lidzbarskim, prawa szlacheckiego, włok 40, trzyma Michałowicz, za co pełni służbę wojenną na koniu zbrojnie i co rok płużnego pszenicy łasztów 10 i żyta 10." Po sekularyzacji rząd pruski wieś przekazał w ręce prywatne. We wsi znajdowała się prywatna kaplica, wybudowana przez Andrzeja Kautecka (w tym czasie był dzierżawcą majątku). W kaplicy odprawiano nabożeństwa w latach 1743-1782.
W 1789 r. Gradki były majątkiem szlacheckim, a we wsi było 22 domy. Dokumenty z 1910 informują, ze obszar dworki obejmował 720 ha, a w 11 budynkach mieszkały 23 rodziny liczące łącznie 151 osób. Wśród nich pięciu było Polakami.
W 1920 r. właścicielem był Niemiec, który na skutek hulaszczego życia zbankrutował. Jego syn oddał majątek, obejmujący 400 ha ziemi oraz 140 ha lasów. W 1930 r. państwo dokonało podziału ziem i sprzedało je rolnikom.
W początkowych latach funkcjonowania wsi znajdował się tu mały dworek oraz czworaki. Podczas II wojny światowej dworek uległ zniszczeniu, przetrwały jedynie czworaki. Miejscowa ludność rozkradła pozostałości dworku, przeznaczając je do budowy nowych lub przebudowy starych budynków.
W 1993 r. we wsi mieszkało 202 osoby.